# 辻直幸
辻 直幸（つじ なおゆき、1991年1月23日 - ）は、日本のラグビー選手。

## プロフィール
- 大阪府出身。
- ポジションはフランカー(FL)、ナンバーエイト(No8)。
- 身長 180cm、体重 95kg
- ニックネームはつっくん。
- U20日本代表に選ばれたことがある[1]。
- 尊敬する人物はサム・ケイン（現・チーフス）

## 略歴
2009年、流経大柏高校卒業後、流通経済大学に入学する。
2012年、流通経済大学ラグビー部の副将に就任した。
2013年、流通経済大学卒業後、近鉄ライナーズに加入。
2014年8月22日に行われたジャパンラグビートップリーグ第1節のNTTドコモレッドハリケーンズ戦に先発出場で公式戦初出場を果たす。
2020年、近鉄ライナーズを退団した。